# Nitrylchlorid
Nitrylchlorid je anorganická sloučenina se vzorcem NO2Cl, bezbarvý plyn.

## Příprava
Nitrylchlorid lze připravit reakcemi oxidu dusičného s chloridy nebo chlorovodíkem:
N2O5 + 2 HCl → 2 NO2Cl + H2O
N2O5 + NaCl → NO2Cl + NaNO2
Podobné reakce mohou probíhat i v atmosféře Země.